# Joan Jordán
Joan Jordán Moreno (Regencós, 6 de julio de 1994) es un futbolista español que juega como centrocampista en el Sevilla F. C. de la Primera División de España.

## Trayectoria
Nacido en Regencós, provincia de Gerona, se unió a la cantera del R. C. D. Espanyol en 2011, con 17 años, después de una temporada con el U. D. Poblense.
Hizo su debut con el filial en la temporada 2012-13 en Segunda División B, convirtiéndose en titular.
El 21 de agosto de 2014 firmó un nuevo contrato de cinco años con el club, siendo promovido al primer equipo. Nueve días más tarde hizo su debut en La Liga, de entrar como sustituto de Abraham en el minuto 70 en una derrota 1-2 en casa ante el Sevilla F. C.
El 26 de julio de 2016 se confirmó su cesión al Real Valladolid C. F. por una temporada.
El 13 de julio de 2017 fichó por la S. D. Eibar firmando un contrato de tres años.
El 27 de junio de 2019 firmó por el Sevilla Fútbol Club a cambio de 13 millones de euros, convirtiéndose en la venta más cara de la S. D. Eibar hasta la fecha.
 En cinco temporadas en la entidad hispalense disputó 198 partidos y en ese periodo de tiempo ganaron la Liga Europa de la UEFA en dos ocasiones.
El 29 de agosto de 2024 regresó al País Vasco después de ser cedido al Deportivo Alavés hasta junio de 2025.

## Estadísticas

### Clubes
Actualizado al último partido disputado el 18 de mayo de 2025.
| Club                           | Div.          | Temporada     | Liga  | Liga  | Copas nacionales | Copas nacionales | Copas internacionales | Copas internacionales | Total | Total |
| Club                           | Div.          | Temporada     | Part. | Goles | Part.            | Goles            | Part.                 | Goles                 | Part. | Goles |
| ------------------------------ | ------------- | ------------- | ----- | ----- | ---------------- | ---------------- | --------------------- | --------------------- | ----- | ----- |
| R. C. D. Espanyol "B" · España | 2.ª B         | 2012-13       | 21    | 2     | —                | —                | —                     | —                     | 21    | 2     |
| R. C. D. Espanyol "B" · España | 2.ª B         | 2013-14       | 33    | 5     | 2                | 0                | —                     | —                     | 35    | 5     |
| R. C. D. Espanyol "B" · España | 2.ª B         | 2014-15       | 31    | 5     | —                | —                | —                     | —                     | 31    | 5     |
| R. C. D. Espanyol "B" · España | Total club    | Total club    | 85    | 12    | 2                | 0                | 0                     | 0                     | 87    | 12    |
| R. C. D. Espanyol · España     | 1.ª           | 2014-15       | 3     | 0     | 2                | 0                | —                     | —                     | 5     | 0     |
| R. C. D. Espanyol · España     | 1.ª           | 2015-16       | 9     | 1     | 3                | 0                | —                     | —                     | 12    | 1     |
| R. C. D. Espanyol · España     | Total club    | Total club    | 12    | 1     | 5                | 0                | 0                     | 0                     | 17    | 1     |
| Real Valladolid C. F. · España | 2.ª           | 2016-17       | 35    | 3     | 2                | 0                | —                     | —                     | 37    | 3     |
| Real Valladolid C. F. · España | Total club    | Total club    | 35    | 3     | 2                | 0                | 0                     | 0                     | 37    | 3     |
| S. D. Eibar · España           | 1.ª           | 2017-18       | 35    | 6     | 2                | 0                | —                     | —                     | 37    | 6     |
| S. D. Eibar · España           | 1.ª           | 2018-19       | 36    | 4     | 2                | 0                | —                     | —                     | 38    | 4     |
| S. D. Eibar · España           | Total club    | Total club    | 71    | 10    | 4                | 0                | 0                     | 0                     | 75    | 10    |
| Sevilla F. C. · España         | 1.ª           | 2019-20       | 34    | 2     | 3                | 0                | 10                    | 0                     | 47    | 2     |
| Sevilla F. C. · España         | 1.ª           | 2020-21       | 35    | 1     | 7                | 1                | 8                     | 0                     | 50    | 2     |
| Sevilla F. C. · España         | 1.ª           | 2021-22       | 36    | 0     | 4                | 0                | 9                     | 1                     | 49    | 1     |
| Sevilla F. C. · España         | 1.ª           | 2022-23       | 23    | 0     | 5                | 1                | 11                    | 1                     | 39    | 2     |
| Sevilla F. C. · España         | 1.ª           | 2023-24       | 8     | 0     | 2                | 0                | 3                     | 0                     | 13    | 0     |
| Sevilla F. C. · España         | Total club    | Total club    | 136   | 3     | 21               | 2                | 41                    | 2                     | 198   | 7     |
| Deportivo Alavés · España      | 1.ª           | 2024-25       | 25    | 5     | 2                | 0                | ―                     | ―                     | 27    | 5     |
| Deportivo Alavés · España      | Total club    | Total club    | 25    | 5     | 2                | 0                | 0                     | 0                     | 27    | 5     |
| Total carrera                  | Total carrera | Total carrera | 364   | 34    | 36               | 2                | 41                    | 2                     | 441   | 38    |
| 1. 2.                          |               |               |       |       |                  |                  |                       |                       |       |       |

## Palmarés

### Títulos internacionales
| Título                 | Club          | Sede     | Año     |
| ---------------------- | ------------- | -------- | ------- |
| Liga Europa de la UEFA | Sevilla F. C. | Alemania | 2019-20 |
| Liga Europa de la UEFA | Sevilla F. C. | Hungría  | 2022-23 |